# Conjoint
Conjointe
Pour le lépidoptère dénommé « Conjointe », voir Catocala conjuncta.

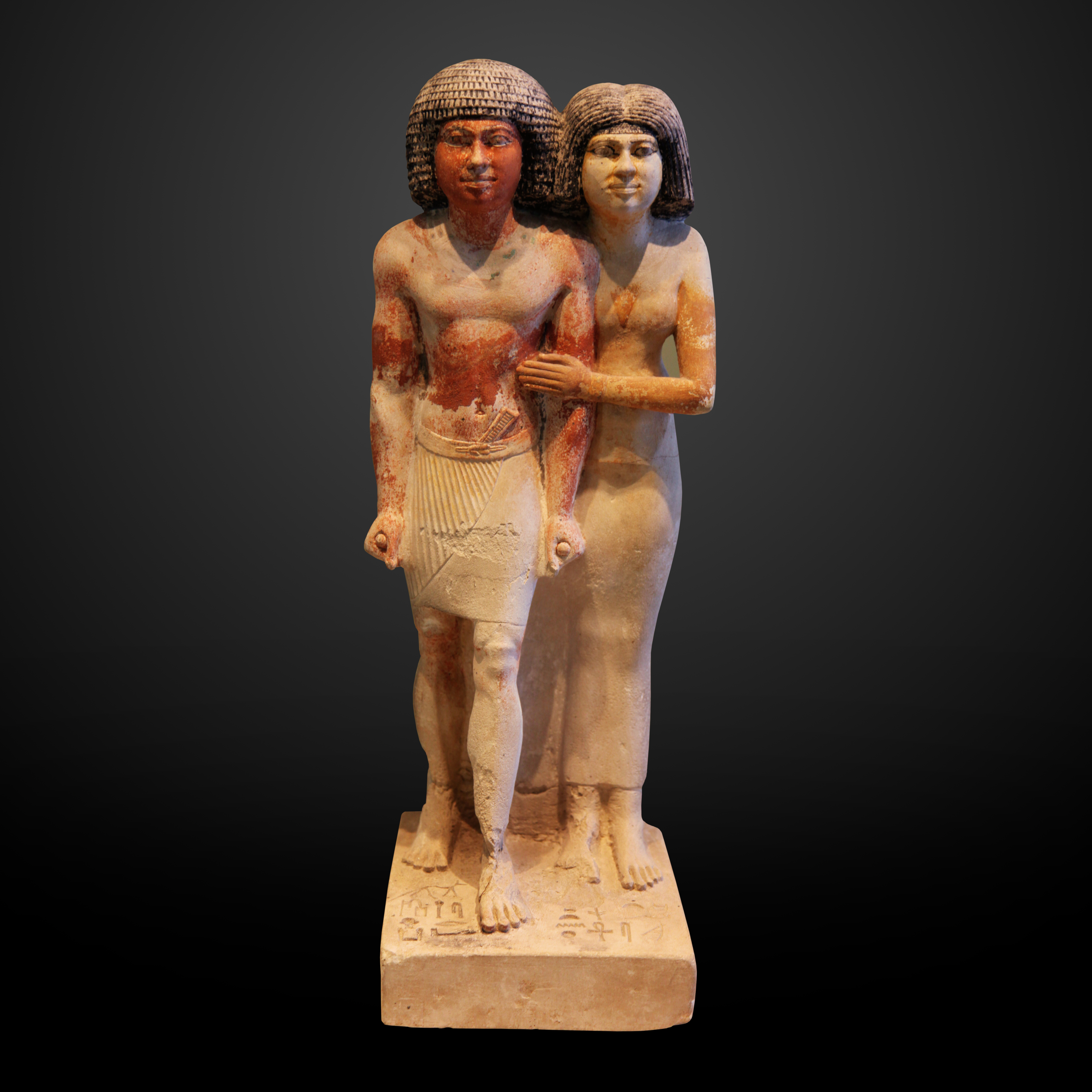
Statue d'un couple.

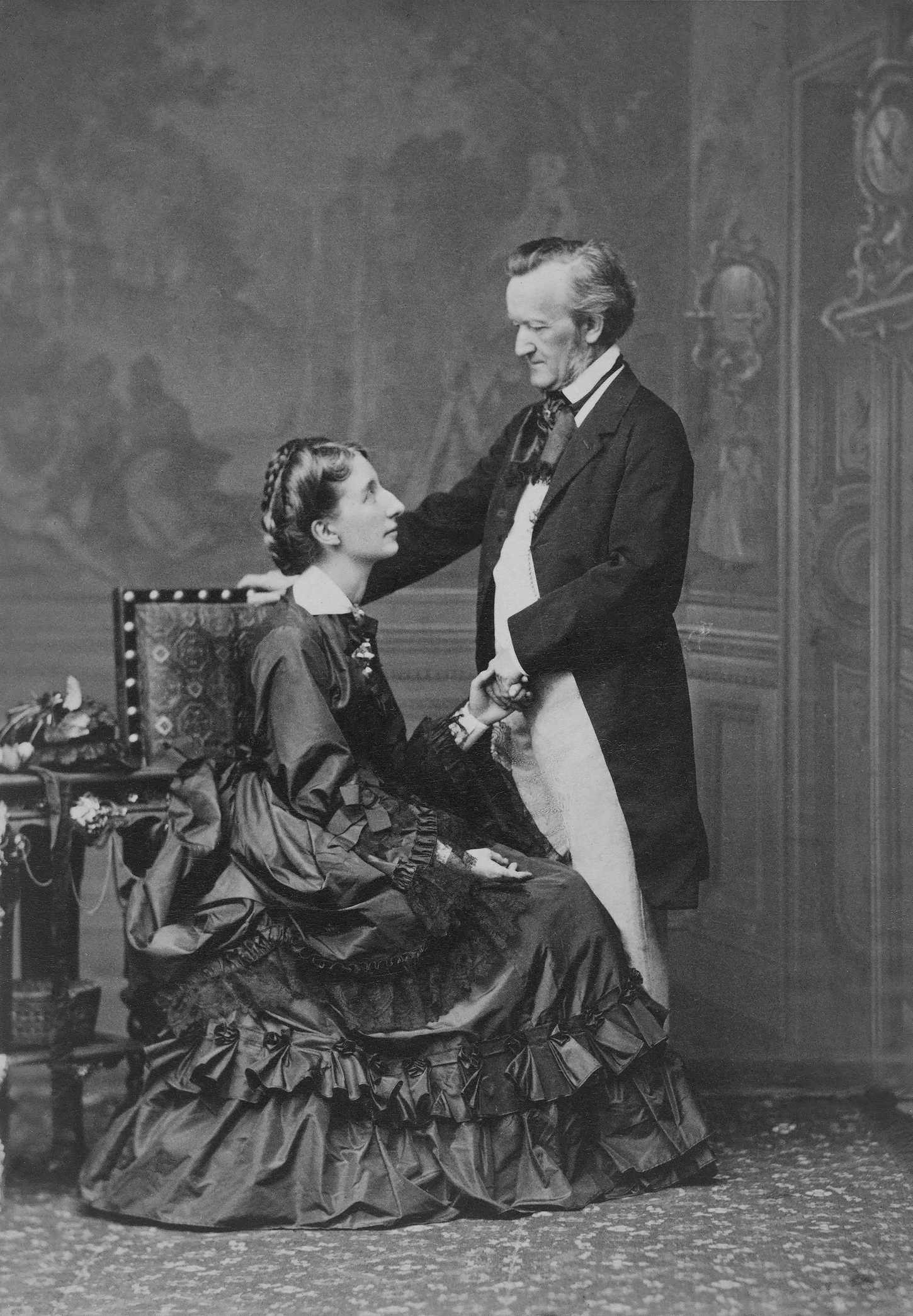
Les époux Richard et Cosima Wagner, photographiés en 1872, à Vienne, par Fritz Luckhardt.

Le terme conjoint ou conjointe désigne une personne engagée dans une relation conjugale avec une autre. Ce statut peut être obtenu par le biais du mariage, ou d'autres formes d'unions reconnues selon les législations des différents pays. Le conjoint est généralement considéré comme un partenaire de vie, partageant non seulement un lien affectif, mais aussi des responsabilités légales, financières et sociales avec l'autre membre du couple.
Dans de nombreuses sociétés, le statut de conjoint confère des droits et des devoirs spécifiques, qui peuvent varier selon les cultures et les systèmes juridiques. Ces droits peuvent inclure l'héritage, la prise de décisions médicales, ou encore des avantages fiscaux. Le concept de conjoint a évolué au fil du temps, s'adaptant aux changements sociétaux et aux nouvelles formes de partenariats reconnus légalement.
Il est important de noter que la définition et la reconnaissance du statut de conjoint peuvent différer selon les contextes culturels, religieux et légaux. Dans certains pays, le terme s'applique également aux partenaires de même sexe, reflétant l'évolution des législations sur le mariage et l'union civile.

## Le conjoint en France
Dans le langage courant, les conjoints désignaient historiquement en France les époux, c'est-à-dire un homme et une femme unis par les liens du mariage. Mais au cours du XXe siècle cette notion a évolué avec les mœurs. Le concubinage devenant plus courant que le mariage, on utilise de plus en plus le terme conjoints pour un couple non marié. Il peut s'agir d'un homme et d'une femme ou de deux personnes du même sexe. Le mot concubin étant parfois jugé péjoratif, le mot conjoint, certes moins précis, lui est souvent préféré dans la pratique.
Dans le langage courant, le terme conjoint, utilisé seul ou parfois complété d'un adjectif précisant la situation juridique peut donc signifier :
- l'époux avec l'expression « conjoint marié » ;
- le partenaire lié par un pacte de solidarité avec l'expression « conjoint pacsé » ;
- le concubin avec l'expression « conjoint non marié ».

Le droit civil réserve généralement le terme « conjoint » à deux personnes mariées. Au sujet des personnes non mariées, on parle de concubins parfois de « conjoints pacsés ». En France, le mariage étant autorisé entre deux personnes quel que soit leur sexe, on parle aussi de conjoints entre deux personnes de même sexe.

## Le conjoint au Québec
Dans le Code civil du Québec, les conjoints ne sont que les personnes mariées ou unies civilement, sous réserve de la loi réformant le statut des conjoints de fait qui doit entrer en vigueur le 30 juin 2025.
Cependant, d'autres lois moins importantes que le Code civil comme la Loi d'interprétation et la Loi sur le régime des rentes du Québec définissent le conjoint comme la personne avec laquelle on est marié, en union civile, ou uni de fait (conjoint de fait). Les conjoints de fait sont ceux, de sexes différents ou non, qui vivent ensemble depuis au moins trois ans (au moins un an s'ils ont un enfant ensemble, biologique ou adopté).